# Guido Ara
Guido Ara (Vercelli, 28 giugno 1888 – Firenze, 22 marzo 1975) è stato un calciatore e allenatore di calcio italiano, di ruolo centrocampista.
Considerato il più grande mediano italiano prima della Grande guerra e uno dei migliori in assoluto degli albori del calcio in Italia, nella sua carriera militò unicamente nella Pro Vercelli, con cui vinse sette campionati, e fece parte della Nazionale italiana.
Era soprannominato l'elegante Guido per il suo stile di gioco. A Guido Ara è attribuita la paternità del famoso detto «il calcio non è uno sport per signorine», coniato nel 1909 e ripreso in tutto il mondo.

## Biografia
Prima di dedicarsi al calcio, praticò la ginnastica.
Partecipò da sottotenente di artiglieria alla prima guerra mondiale, sul monte Grappa. Mentre era di stanza a Modena, giocò con l'omonimo sodalizio cittadino nella Coppa Federale e nella Coppa Emilia, competizione organizzata dal comitato regionale dell'Emilia-Romagna in sostituzione del campionato, sospeso per la guerra.
 La coppa fu vinta da Ara e compagni dopo uno spareggio contro il Bologna.
Durante la carriera di calciatore scelse appositamente di abitare in appartamenti situati ai piani alti, per potere fare footing per le scale. Fuori dal campo si allenava anche rincorrendo il tram, oppure facendosi in bicicletta le trasferte delle partite, lunghe anche 70 km.
Morì nel 1975 a Firenze all'età di 86 anni.

## Caratteristiche tecniche
Alto di statura, spalle robuste, gambe lunghe ed agili, veloce e dotato di molta resistenza fisica, Ara era un atleta completo che avrebbe potuto praticare con successo qualsiasi sport all'aperto.
Mediano destro, fu considerato l'archetipo del ruolo per i giocatori dell'epoca: la sua tattica si basava sull'anticipo delle giocate degli avversari, anche con l'utilizzo della sua prestanza fisica e aiutandosi, all'occorrenza, con le braccia. Sapeva poi riproporre il gioco, impiegando le sue ottime doti di palleggio e non disdegnando il tiro a rete.
Possedeva un bagaglio tecnico fuori dal comune ed era pieno di inventiva. Tra le sue abilità c'erano il palleggio elegante e mai esagerato, l'ottimo stop, le finte, il dribbling breve, la precisione nei passaggi e il colpo di testa. Sapeva sacrificarsi per la squadra e di fronte ad avversari temibili si limitava a praticare un gioco semplice ed efficace, anche con il solo compito di marcatura a uomo per tutta la partita.

## Carriera

### Calciatore

#### Club
Ara si presentò, con suoi amici, all'età di quindici anni alla Pro Vercelli. Inizialmente incontrò parecchie difficoltà, che — con molti sacrifici — riuscì a superare. Il primo campionato che disputò fu la Seconda Categoria 1906.
L'anno seguente le bianche casacche vinsero il campionato di Seconda Categoria. Nel 1908, appena promossi nella massima serie, vinsero il campionato di Prima Categoria, che bissarono nel 1909.
All'epoca il calcio era praticato principalmente da vecchi ragazzi. La Pro Vercelli era una polisportiva che disponeva di atleti, quasi tutti molto giovani e borghesi. Avevano tempo per allenarsi e in campo esprimevano un calcio più energico, imponendo agli avversari un ritmo al di fuori della loro portata, talvolta ricorrendo anche ad interventi duri. Il pubblico avversario contestava questo atteggiamento e Guido Ara a tal proposito inventò il detto «il calcio non è uno sport per signorine».
Nella stagione 1909-1910 arrivarono primi, pari merito con l'Internazionale, e chiesero di spostare lo spareggio del 24 aprile 1910 perché avevano diversi calciatori impegnati nella Nazionale militare. L'Internazionale rifiutò e la Pro Vercelli in segno di protesta schierò una formazione di ragazzini di 11 anni. Persero 3-10 e la squadra venne squalificata dalla Federazione fino al 31 dicembre.
Ara e il fratello Emilio, partirono in bicicletta, facendo in successione tappa a Genova, Firenze, Roma, L'Aquila, Bologna, Milano; raccolsero firme per una petizione alla Federazione; quella decise di ritirare la punizione.
Seguirono tre scudetti consecutivi, dal 1911 al 1913. Inoltre vinse anche la Prima Categoria 1920-1921 e la Prima Divisione 1921-1922.
Dall'autunno del 1915, in servizio a Modena come tenente di artiglieria, giocò con i canarini nella Coppa Federale e l'anno successivo fu uno degli artefici della vittoria della Coppa Emiliana nella finale vinta contro il Bologna. Rimase nella città emiliana per tutto il corso della guerra, giocando con la casacca del XX Autoparco (che era poi quella del Modena).
Dopo lo scudetto del 1922, lasciò Vercelli per fare l'allenatore nel Parma.
Nel 1924 ritornò a Vercelli per disputare altre due stagioni, smettendo definitivamente all'età di 38 anni.

#### Nazionale
Ara esordì in Nazionale il 6 gennaio 1911, in occasione della partita Italia-Ungheria (0-1). Se non fosse stato squalificato dalla Federazione — per la vicenda della finale di campionato — avrebbe debuttato il 15 maggio 1910 contro la Francia, primo incontro della storia della nazionale, e preso parte alla trasferta in Ungheria pochi giorni dopo.
Il 1º maggio 1913 gli Azzurri — composti per nove undicesimi da giocatori della Pro Vercelli — sconfissero, al Campo di Piazza d'armi, il Belgio per 1-0; Ara realizzò il gol della vittoria con un tiro potente su calcio di punizione — rete passata alla storia del calcio italiano. Milano I si preparò per calciare, dalla distanza di circa 22 metri, mentre una folta barriera era disposta; all'ultimo momento, anziché tirare verso la destra del portiere, come faceva intendere dalla sua rincorsa, saltò il pallone e si spostò, affidando ad Ara — partito nella rincorsa quasi simultaneamente al suo compagno — l'incarico del tiro, cogliendo impreparati gli avversari che nel frattempo si erano scomposti, lasciando scoperta la sinistra della loro porta, dove si depositò il pallone. I due centrocampisti della Pro Vercelli, con astuzia, ingegnarono uno dei primi schemi su calcio di punizione del calcio italiano.
Complessivamente disputò 13 gare in azzurro. Fece parte della selezione che partecipò alle Olimpiadi 1920, tuttavia senza scendere in campo.

### Allenatore
Nel 1919 cominciò a fare il tecnico alla Pro Vercelli, sempre occupando il suo posto da mediano. Nel 1923 lasciò Vercelli per allenare due anni il Parma, e allenò poi anche Comense e Luino.
Svolgeva la sua professione con la massima serietà, curando i minimi particolari. I suoi allenamenti erano incentrati sull'atletica.
Allenò anche la Fiorentina, che portò al terzo posto nel 1934-35, la Roma, finalista di Coppa Italia nel 1936-37, il Milan terzo nel 1940-41 e il Genova 1893, quarto nel 1941-42.
Restò legato al Genoa sino al 3 dicembre 1945, giorno in cui fu sollevato dall'incarico.
Fece anche parte del Centro di preparazione tecnica della Nazionale.

## Statistiche

### Cronologia presenze e reti in Nazionale
| Cronologia completa delle presenze e delle reti in nazionale ― Italia | Cronologia completa delle presenze e delle reti in nazionale ― Italia | Cronologia completa delle presenze e delle reti in nazionale ― Italia | Cronologia completa delle presenze e delle reti in nazionale ― Italia | Cronologia completa delle presenze e delle reti in nazionale ― Italia | Cronologia completa delle presenze e delle reti in nazionale ― Italia | Cronologia completa delle presenze e delle reti in nazionale ― Italia | Cronologia completa delle presenze e delle reti in nazionale ― Italia |
| Data                                                                  | Città                                                                 | In casa                                                               | Risultato                                                             | Ospiti                                                                | Competizione                                                          | Reti                                                                  | Note                                                                  |
| --------------------------------------------------------------------- | --------------------------------------------------------------------- | --------------------------------------------------------------------- | --------------------------------------------------------------------- | --------------------------------------------------------------------- | --------------------------------------------------------------------- | --------------------------------------------------------------------- | --------------------------------------------------------------------- |
| 06/01/1911                                                            | Milano                                                                | Italia                                                                | 0 – 1                                                                 | Ungheria                                                              | Amichevole                                                            | -                                                                     |                                                                       |
| 09/04/1911                                                            | Parigi                                                                | Francia                                                               | 2 – 2                                                                 | Italia                                                                | Amichevole                                                            | -                                                                     |                                                                       |
| 07/05/1911                                                            | Milano                                                                | Italia                                                                | 2 – 2                                                                 | Svizzera                                                              | Amichevole                                                            | -                                                                     |                                                                       |
| 21/05/1911                                                            | La Chaux-de-Fonds                                                     | Svizzera                                                              | 3 – 0                                                                 | Italia                                                                | Amichevole                                                            | -                                                                     |                                                                       |
| 17/03/1912                                                            | Torino                                                                | Italia                                                                | 3 – 4                                                                 | Francia                                                               | Amichevole                                                            | -                                                                     |                                                                       |
| 22/12/1912                                                            | Genova                                                                | Italia                                                                | 1 – 3                                                                 | Austria                                                               | Amichevole                                                            | -                                                                     |                                                                       |
| 12/01/1913                                                            | Parigi                                                                | Francia                                                               | 1 – 0                                                                 | Italia                                                                | Amichevole                                                            | -                                                                     |                                                                       |
| 01/05/1913                                                            | Torino                                                                | Italia                                                                | 1 – 0                                                                 | Belgio                                                                | Amichevole                                                            | 1                                                                     |                                                                       |
| 11/01/1914                                                            | Milano                                                                | Italia                                                                | 0 – 0                                                                 | Austria                                                               | Amichevole                                                            | -                                                                     | 35’                                                                   |
| 31/01/1915                                                            | Torino                                                                | Italia                                                                | 3 – 1                                                                 | Svizzera                                                              | Amichevole                                                            | -                                                                     |                                                                       |
| 18/01/1920                                                            | Milano                                                                | Italia                                                                | 9 – 4                                                                 | Francia                                                               | Amichevole                                                            | -                                                                     |                                                                       |
| 28/03/1920                                                            | Berna                                                                 | Svizzera                                                              | 3 – 0                                                                 | Italia                                                                | Amichevole                                                            | -                                                                     |                                                                       |
| 13/05/1920                                                            | Genova                                                                | Italia                                                                | 1 – 1                                                                 | Paesi Bassi                                                           | Amichevole                                                            | -                                                                     | 46’                                                                   |
| Totale                                                                |                                                                       | Presenze                                                              | 13                                                                    |                                                                       | Reti                                                                  | 1                                                                     |                                                                       |

| Cronologia completa delle presenze e delle reti in nazionale (partite non ufficiali) ― Italia | Cronologia completa delle presenze e delle reti in nazionale (partite non ufficiali) ― Italia | Cronologia completa delle presenze e delle reti in nazionale (partite non ufficiali) ― Italia | Cronologia completa delle presenze e delle reti in nazionale (partite non ufficiali) ― Italia | Cronologia completa delle presenze e delle reti in nazionale (partite non ufficiali) ― Italia | Cronologia completa delle presenze e delle reti in nazionale (partite non ufficiali) ― Italia | Cronologia completa delle presenze e delle reti in nazionale (partite non ufficiali) ― Italia | Cronologia completa delle presenze e delle reti in nazionale (partite non ufficiali) ― Italia |
| Data                                                                                          | Città                                                                                         | In casa                                                                                       | Risultato                                                                                     | Ospiti                                                                                        | Competizione                                                                                  | Reti                                                                                          | Note                                                                                          |
| --------------------------------------------------------------------------------------------- | --------------------------------------------------------------------------------------------- | --------------------------------------------------------------------------------------------- | --------------------------------------------------------------------------------------------- | --------------------------------------------------------------------------------------------- | --------------------------------------------------------------------------------------------- | --------------------------------------------------------------------------------------------- | --------------------------------------------------------------------------------------------- |
| 05/01/1913                                                                                    | Torino                                                                                        | Italia                                                                                        | 4 – 4                                                                                         | Selezione mista torinese                                                                      |                                                                                               | -                                                                                             |                                                                                               |
| 18/05/1913                                                                                    | Torino                                                                                        | Italia                                                                                        | 0 – 2                                                                                         | Reading                                                                                       |                                                                                               | -                                                                                             |                                                                                               |
| Totale                                                                                        |                                                                                               | Presenze                                                                                      | 2                                                                                             |                                                                                               | Reti                                                                                          | 0                                                                                             |                                                                                               |

## Palmarès

### Calciatore
- Seconda Categoria: 1 [7]

Pro Vercelli: 1907
- Campionato italiano: 6 [1]

Pro Vercelli: 1908, 1909, 1910-1911, 1911-1912, 1912-1913, 1920-1921

### Allenatore
- Campionato italiano: 2 [1]

Pro Vercelli: 1920-1921 1921-1922

### Libri
- Antonio Papa, Guido Panico, Storia sociale del calcio in Italia, Bologna, Il Mulino, 1993.
- Marco Sappino, Dizionario del calcio italiano, Milano, Baldini & Castoldi, 2000.
- Mario Sconcerti, Storia delle idee del calcio, Milano, Baldini-Castoldi-Dalai, 2009.
- Davide Rota, Dizionario illustrato dei giocatori genoani, De Ferrari, 2008.

### Riviste
- Emilio Colombo, Medaglioni di footballers, in Lo Sport Illustrato, 15 gennaio 1915,  pp. 10,11. URL consultato il 14 novembre 2011 (archiviato dall'url originale il 4 novembre 2011).